# Lerodea arabus
Lerodea arabus är en fjärilsart som beskrevs av Edwards 1882. Lerodea arabus ingår i släktet Lerodea och familjen tjockhuvuden. Inga underarter finns listade i Catalogue of Life.